# Lopt Guttormsson den rike
Lopt (eller Loft) Guttormsson den rike (Loptr ríki Guttormsson), född omkring 1375, död 1432, var en isländsk hövding, riddare och skald. Han var av skarðverjarnas ätt på Västlandet; son till hövdingen Guttorm Ormsson (död 1381) och dennes hustru Soffía Eiríksdóttir.

## Levnad
Trots att Lopt var en av sin tids rikaste och mäktigaste män är förvånansvärt litet känt om hans liv. Han var i yngre år ofta utomlands och undslapp därmed pesten, som drabbade Island 1402 och svårt decimerade hans egen ätt. Bevarade brev och dokument visar att han var återkommen 1406, men på 1410-talet tycks han en tid ha uppehållit sig vid Erik av Pommerns hov och blev av denne adlad 1414. I sin vapensköld förde han en vit falk mot blå bakgrund, eller, enligt andra uppgifter, en orm, vilket skulle ha anspelat på att namnen Orm och Guttorm varit särskilt vanliga på det egna fädernet.
Omkring år 1410 flyttade Lopt från Skarð på västlandet till gården Möðruvellir i Eyjafjorden. I allt ägde han ett 80-tal gårdar, vilka han brukade inspektera i spetsen för ett stort beridet följe. Sin förmögenhet hade han dels fått i arv (till följd av pestens härjningar), dels förvärvat genom att han förestod en omfattande export av torkad fisk; något som på grund av medeltidens fasteregler var en eftertraktad handelsvara. Lopt var också sýslumaðr (ungefär häradshövding) och utsågs år 1427 till ståthållare (hirðstjóri) över nord- och västlandet.

## Familj
Lopts hustru hette Ingibjörg, dotter till häradshövdingen Páll i Eiðar (Eiða-Páll). Han gifte sig med henne sedan han flyttat till Eyjafjorden och hon dog 1432, samma år som han. Deras barn var sönerna Þorvarðr (ca 1414-1446) och Eiríkr (1415-1473) samt döttrarna Ólöf (ca 1410-1479) och Soffía (död ca 1474).
Lopt hade också tre söner med en frilla vid namn Kristín Oddsdóttir: Skúli, Sumarliði och Ormr. De föddes alla före Lopts äktenskap med Ingibjörg. Trots att Ormr var frilloson övertog han ståthållarämbetet efter faderns död 1432. En fjärde frilloson, Ólafr, föddes sannolikt före år 1400; vem hans mor var är inte känt.

## Verk
Lopt anses ha varit den främste av 1400-talets isländska skalder, men av hans verk återstår i dag endast det långa kvädet Háttalykill inn dýri (den konstfulla versmåttsnyckeln), som fått sitt namn av att stroferna är på olika versmått. Háttalykill har bevarats i ett otal handskrifter, men i samtliga finns avvikelser, inte minst beträffande kvädets längd. Då dikten första gången trycktes, år 1793, medtogs 77 strofer; numera brukar ett 90-tal räknas in i den. Lopt framstår här som den inhemska verskonstens store traditionsbevarare. Trots att rímur vid denna tid hade kommit att bli den dominerande diktformen på Island är Háttalykill avfattad på skaldediktningens traditionella versmått och visar att Lopt varit väl förtrogen med både Háttalykill inn forni och Snorre Sturlassons Háttatal.

### Diktens tillkomst
Innehållsligt är Háttalykill ett kärlekskväde till en kvinna vid namn Kristín. Traditionen uppger att stroferna diktats som lausavísur vid olika tillfällen och först senare blivit samlade till en helhet. Enligt sägnen skulle Lopt och Kristín i unga år ha blivit ett kärlekspar. Men sig själva ovetande – åtminstone till en början – var de alltför nära släkt för att kunna gifta sig: de var sysslingar. För att skilja dem åt blev Kristín bortgift med en man som hette Höskuld och som blev välbärgad på kuppen, ty hon förde mycket till boet. Dock fick han finna sig i att den kärleksbesatte Lopt gjorde ständiga besök hos sin käresta, och varje gång hade han med sig en kärleksdikt.
Att historien knappast är sann har ofta påtalats – den finns dessutom i motstridiga varianter. Sägnen har väl uppstått därför att Lopt, sedan han gift sig med Ingibjörg, skrev ångerfulla dikter till Kristín där han betygar henne sin kärlek och begråter att de gått skilda vägar. Om hon fick läsa dikterna vet vi inte. Enligt en uppgift skulle de ha påträffats undanstuckna i Lopts rockärm efter hans död. Berättelsen om hur dikterna tillkommit har sedan utformats under inflytande av den romantiska Tristansagan och det på Island populära Tristankvädet (Tristrams kvæði) med dess kända omkväde Þeim var ekki skapað nema að skilja (dem var ej beskärt annat än att skiljas).